# Trabajo para Curazao
Trabajo para Curazao (en neerlandés: Werk voor Curaçao; en papiamento: Trabou pa Kòrsou, TPK) es un partido político de Curazao fundado en octubre de 2020. Es una escisión de varios partidos que presenta candidatos que anteriormente eran del Partido Nacional Popular, el Partido Innovación Nacional, el Frente de Liberación de los Trabajadores y el Partido Laborista Cruzada Popular, por un exoficial de policía y miembro del Parlamento de Curazao, Rennox Calmes.

## Historia
En 2019, durante el mandato de Rennox Calmes como miembro del Parlamento, su colega parlamentario Miro Amparo dos Santos exigió que se investigaran las actividades políticas de Calmes. Las demandas se hicieron después de que Calmes fuera enviado a visitar los Países Bajos para una visita de trabajo en nombre del Parlamento de Curazao, pero en lugar de eso viajó a Londres. El partido se convirtió en objeto de controversia después de que circularan rumores de que Calmes había amenazado con separarse del partido y servir como independiente en el parlamento. Tanto el partido como Calmes negaron estas acusaciones.
El partido se postuló en las elecciones generales de Curazao de 2021, presentando inicialmente veintinueve candidatos; sin embargo, un candidato, Almeir Godett, fue asesinado a tiros durante una disputa familiar. A pesar de esto, Godett no fue eliminado de la lista de candidatos y fue posible votar por él durante la carrera electoral. Godett recibió 427 votos. El Consejo Supremo Electoral de Curazao declaró que los votos para Godett serían transferidos al propio partido, no a él. Durante las elecciones, TPK recibió 4411 votos, o el 5,20% de los votos para el Parlamento, lo que resultó en que el partido ganara un escaño.